# Konrad Zander
Konrad Zander (9 de Março de 1883 - 3 de Fevereiro de 1947) foi um militar alemão da Marinha e da Luftwaffe, onde comandou um dos Luftkreis como General der Flieger. Faleceu num campo de prisioneiros da URSS.